# Jerry and Pleasant View
Jerry and Pleasant View son dos adyacentes áreas no incorporadas ubicadas del condado de Tyrrell en el estado estadounidense de Carolina del Norte. Jerry se encuentra en 35°52′56″N 76°13′37″O / 35.88222, -76.22694 mientras Pleasant View se encuentra en 35°53′22″N 76°13′58″O / 35.88944, -76.23278